# Adam Ambra
Adam Ambra (* 27. srpna 1993, Skalica, Slovensko) je slovenský fotbalový obránce, v současnosti působí v klubu UC AlbinoLeffe. Hraje na postu stopera (středního obránce).

## Klubová kariéra
Ambra odešel ze Slovanu Bratislava do italského UC AlbinoLeffe, kde hrál dva roky juniorskou ligu Serie A, následně v dospělém týmu Serii B a poté třetí italskou ligu, kam tým sestoupil.
V červnu 2014 byl na testech v českém klubu FK Teplice.

## Reprezentační kariéra
Člen slovenských reprezentačních výběrů U19 a U21.